# Semisulcospira crassicosta
Semisulcospira crassicosta is een slakkensoort uit de familie van de Semisulcospiridae. De wetenschappelijke naam van de soort werd voor het eerst geldig gepubliceerd in 1994 door Liu, Wang en Duan.